# Carex dahurica
Carex dahurica är en halvgräsart som beskrevs av Georg Kükenthal. Carex dahurica ingår i släktet starrar, och familjen halvgräs. Inga underarter finns listade i Catalogue of Life.